# Dunakiliti
Dunakiliti est un village et une commune du comitat de Győr-Moson-Sopron en Hongrie.

## Personnalités
Bienheureux László Batthyány-Strattmann, médecin, Prince de l'empire d'Autriche-Hongrie.